# Atissa mimula
Atissa mimula är en tvåvingeart som beskrevs av Cresson 1931. Atissa mimula ingår i släktet Atissa och familjen vattenflugor. Inga underarter finns listade i Catalogue of Life.